# Myroxylon
Genre
Classification phylogénétique
Synonymes
- Toluifera L[2].

Myroxylon est un genre de plantes à fleurs dicotylédones de la famille des Fabaceae, sous-famille des Mimosoideae, qui comprend deux espèces acceptées. Ce sont des arbres originaires des régions tropicales d'Amérique.

## Description
Ce sont de petits arbres sempervirents d'environ 12 mètres de haut, aux feuilles composées pennées et aux fleurs blanches groupées en grappes. Le fruit est une gousse contenant une seule graine.
Ces arbres sont connus pour leur oléorésine dont on extrait le baume du Pérou et le baume de Tolu, utilisés en médecine, parfumerie, et alimentation (agents épaississants). Leur bois est également apprécié pour différents usages : construction, mobilier, tournerie, boiseries intérieures, etc.

## Distribution et habitat
L'aire de répartition originelle du genre Myroxylon s'étend uniquement dans le Nouveau Monde, depuis le sud du Mexique jusqu'à la Bolivie et au nord de l'Argentine en incluant l'Amérique centrale, le Venezuela, la Colombie, l'Équateur, le Pérou et le Brésil. La variété Myroxylon balsamum var. pereirae a été introduite dans diverses régions tropicales, notamment le sud de la Floride, le Sri Lanka, l'Inde et l'Afrique occidentale. 
L'espèce Myroxylon balsamun  est assez commune dans les forêts tropicales, à des altitudes comprises entre 200 et 700 mètres. Au Pérou et au Brésil, on la rencontre le plus souvent près des cours d'eau et parfois sur des sols latéritiques.

## Liste d'espèces
Selon Catalogue of Life (1 décembre 2018) :
- Myroxylon balsamum (L.) Harms
- Myroxylon peruiferum L.f.